# Hruboskalsko

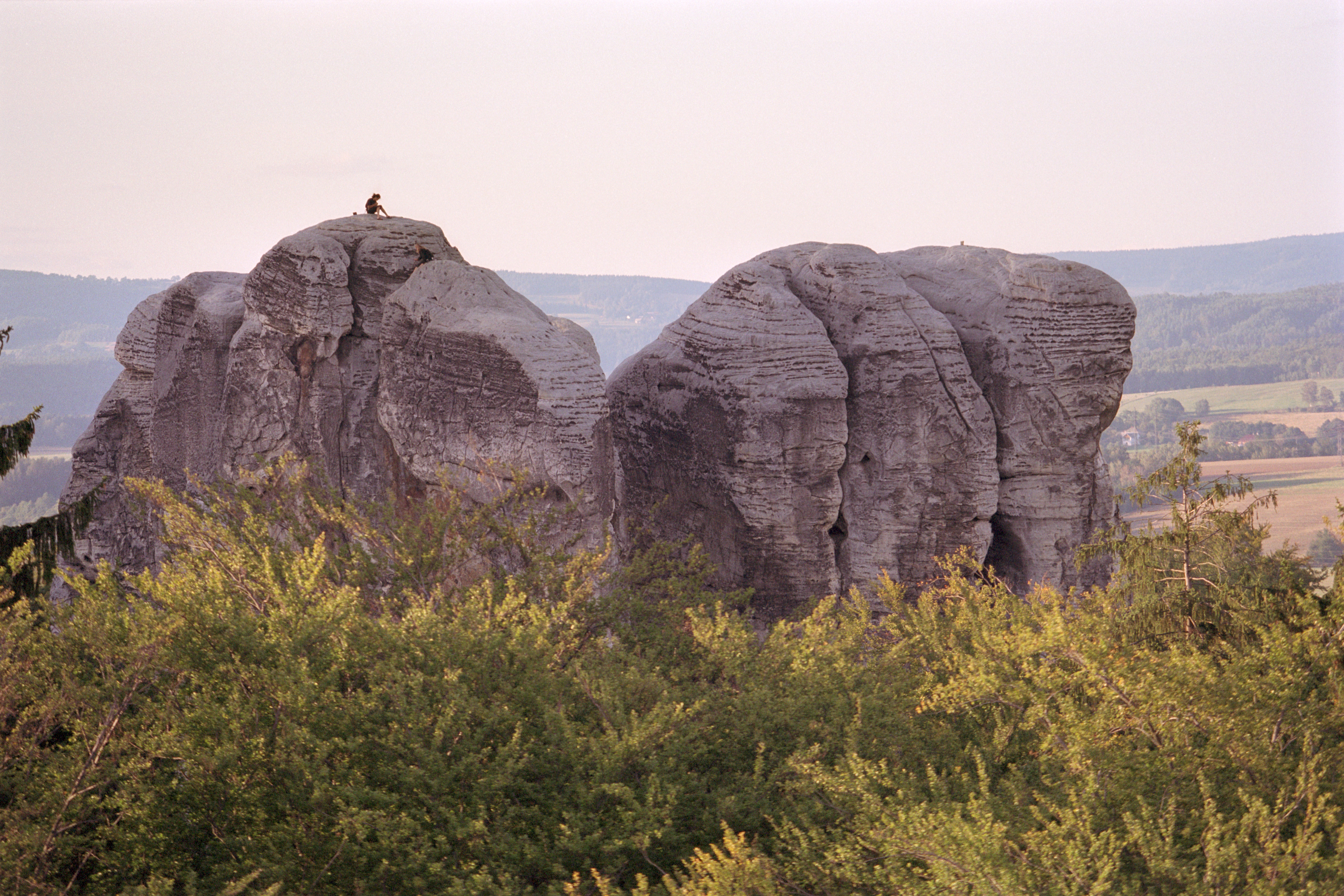
Rotsformaties bij Hrubá Skála

De Hruboskalské skalní město (Duits: Groß-Skaler Felsenstadt) is een rotsformatie in een natuurgebied in het noordoosten van het Boheems Paradijs (Český ráj). De rotsformatie van zandsteen ligt ten noordoosten van het Kasteel Trosky. Het is bereikbaar ten zuiden van de weg Turnov-Jičín (E442) bij Hrubá Skála.